# アンガモスの海戦
アンガモスの海戦（アンガモスのかいせん）とは、南米の太平洋戦争中の1879年10月8日に、当時のボリビア領アンガモス岬沖でペルー海軍とチリ海軍が戦った海戦である。チリ艦隊が、ペルー艦隊の装甲艦を拿捕し、完全に制海権を確保する決定的勝利を収めた。

## 背景
イキケの海戦での損失の結果、チリ海軍との戦力差が拡大したペルー海軍は、チリ海軍との決戦を避けて通商破壊や沿岸砲撃などのゲリラ的な戦術を続けた。その中心はミゲル・グラウ大佐の率いる砲塔装甲艦「ワスカル」で、兵員300人を乗せた輸送船「リマック（Rimac）」を拿捕するなど大きな成果を上げた。チリ側は「ワスカル」の脅威のため、上陸戦を行うことができないでいた。チリ海軍は「ワスカル」と幾度か戦闘したが、撃破することができずに逃げられてしまっていた。「ワスカル」による被害の責任を問われ、チリ海軍司令長官のフアン・ウィリアムズ少将は解任された。
1879年9月20日に、チリ海軍は占領地アントファガスタへ向けた兵員輸送を実施することになり、2群に分かれた護送船団を出航させた。第一戦隊はアルミランテ・コクレーン級装甲艦「ブランコ・エンカラダ」（艦長：ガルバリーノ・リベロス代将）とスクーナー型砲艦「コバドンガ」が、輸送船「マチアス・コウジーニョ（Matias Cousiño）」を護衛した。第二戦隊はアルミランテ・コクレーン級装甲艦「アルミランテ・コクレーン」（艦長：フアン・ラトーレ中佐）、コルベット「オイギンス（O’Higgins）」、輸送船「ロア（Loa）」から構成された。その後10月1日、両戦隊に対して、今度はアリカ港に停泊中と思われるペルー艦隊攻撃の命令が下った。
同じ10月1日、装甲艦「ワスカル」とコルベット「ウニオン」、輸送船「リマック」からなるペルー艦隊は、アリカから出航した。ペルー艦隊はチリ艦隊とすれ違いに南下して、イキケで「リマック」を分離した後、チリの沿岸を襲撃した。またも「ワスカル」の捕捉に失敗したチリ艦隊は、アントファガスタに第一戦隊を、メヒリョネス（Mejillones）に第二戦隊を配置してペルー艦隊の帰途を待ち伏せすることにした。チリ艦隊は、ペルー艦隊を2個の戦隊で挟撃する作戦を立てていた。

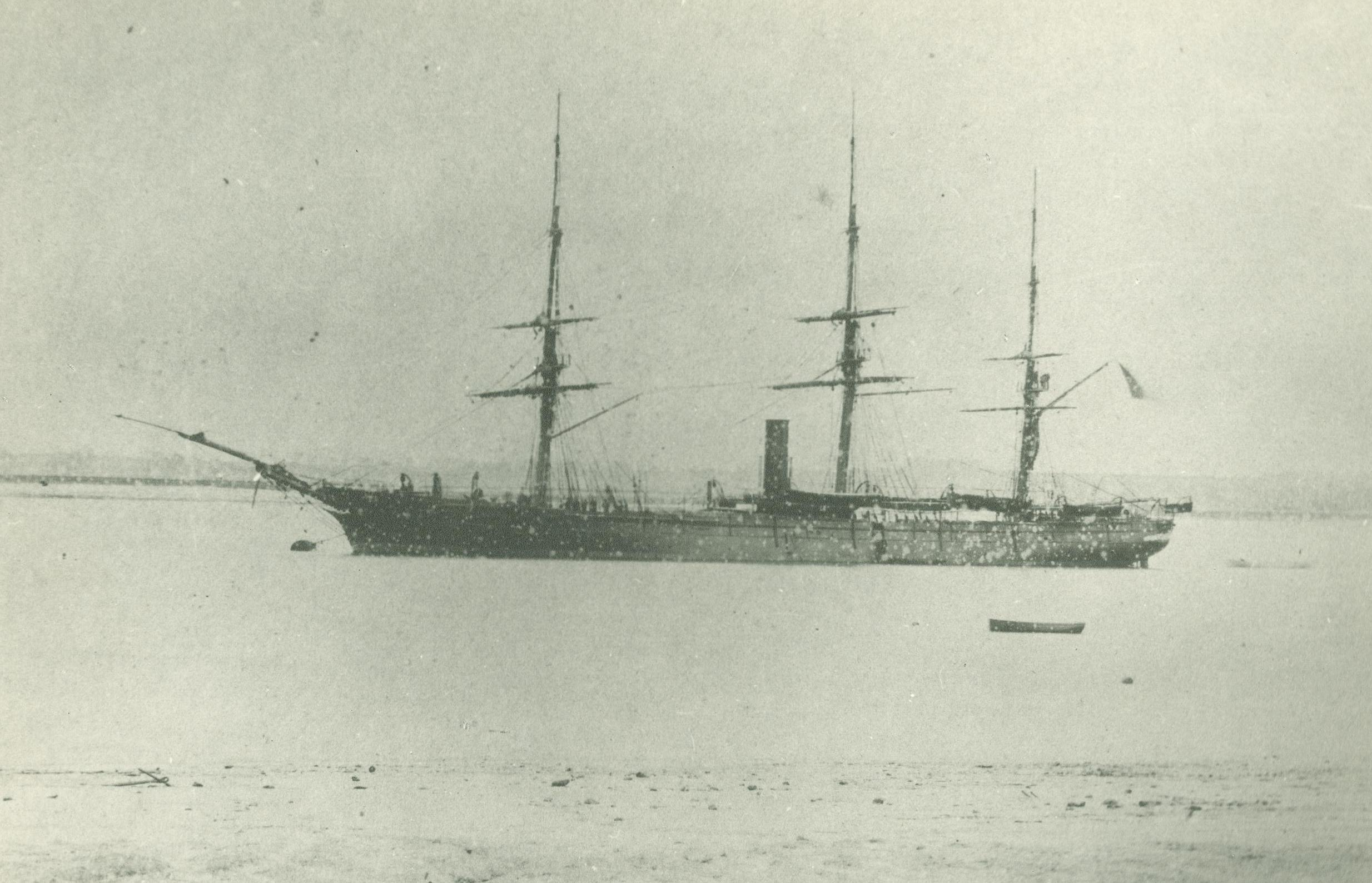
ペルー海軍コルベット「ウニオン」
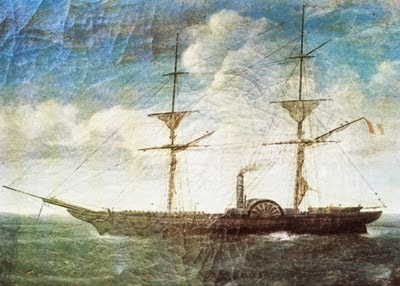
ペルー海軍輸送船「リマック」

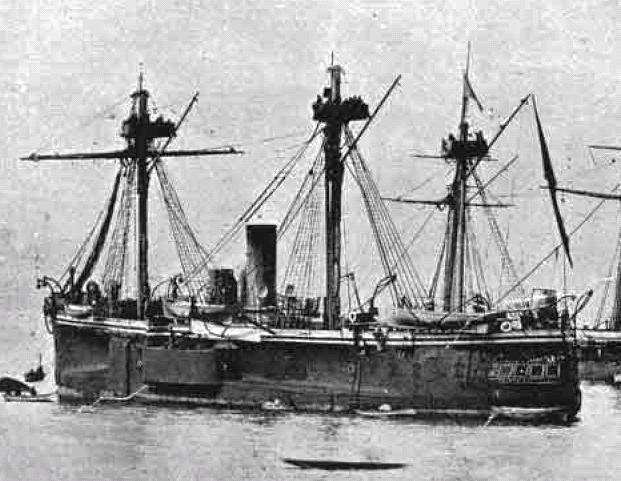
チリ海軍装甲艦「アルミランテ・コクレーン」
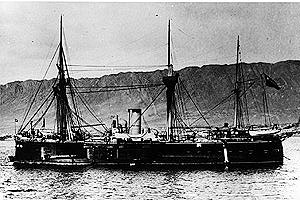
チリ海軍装甲艦「ブランコ・エンカラダ」。
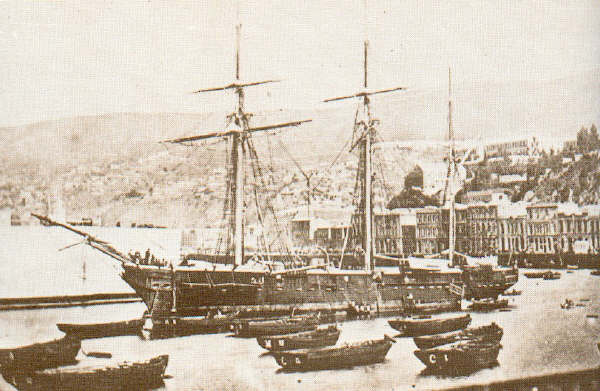
チリ海軍コルベット「オイギンス」

## 経過

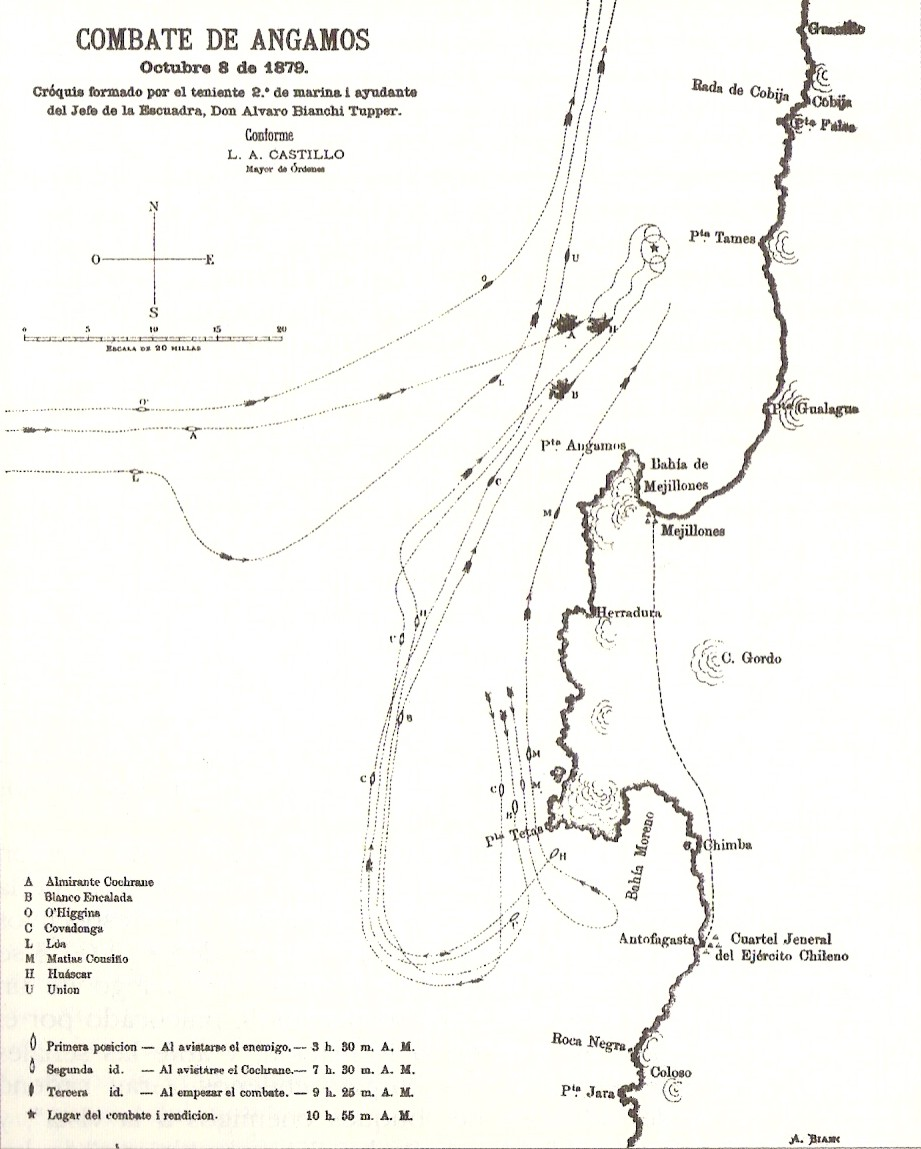
海戦全体の航跡図。

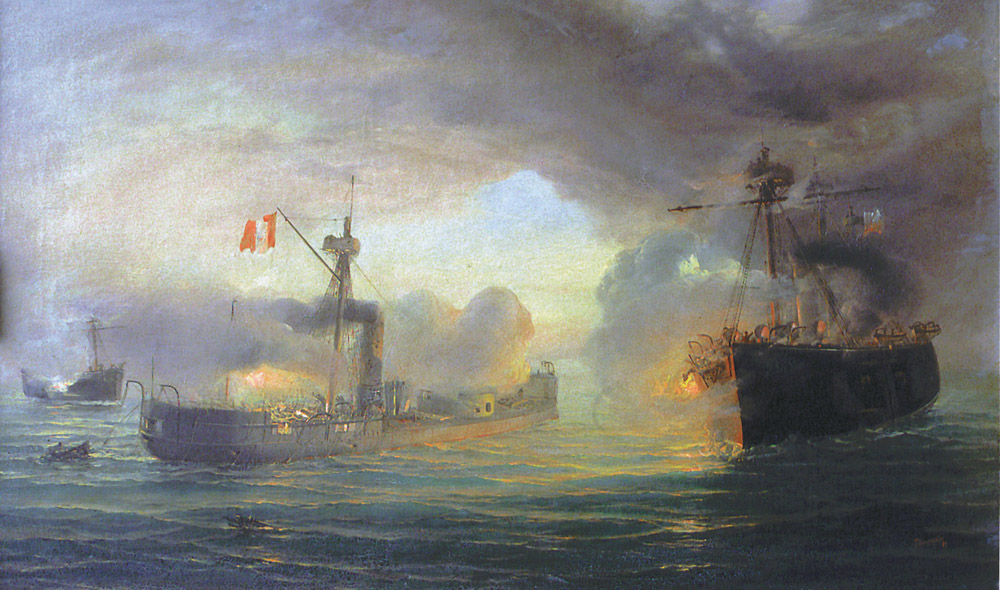
チリ艦隊の砲撃で損傷する「ワスカル」。

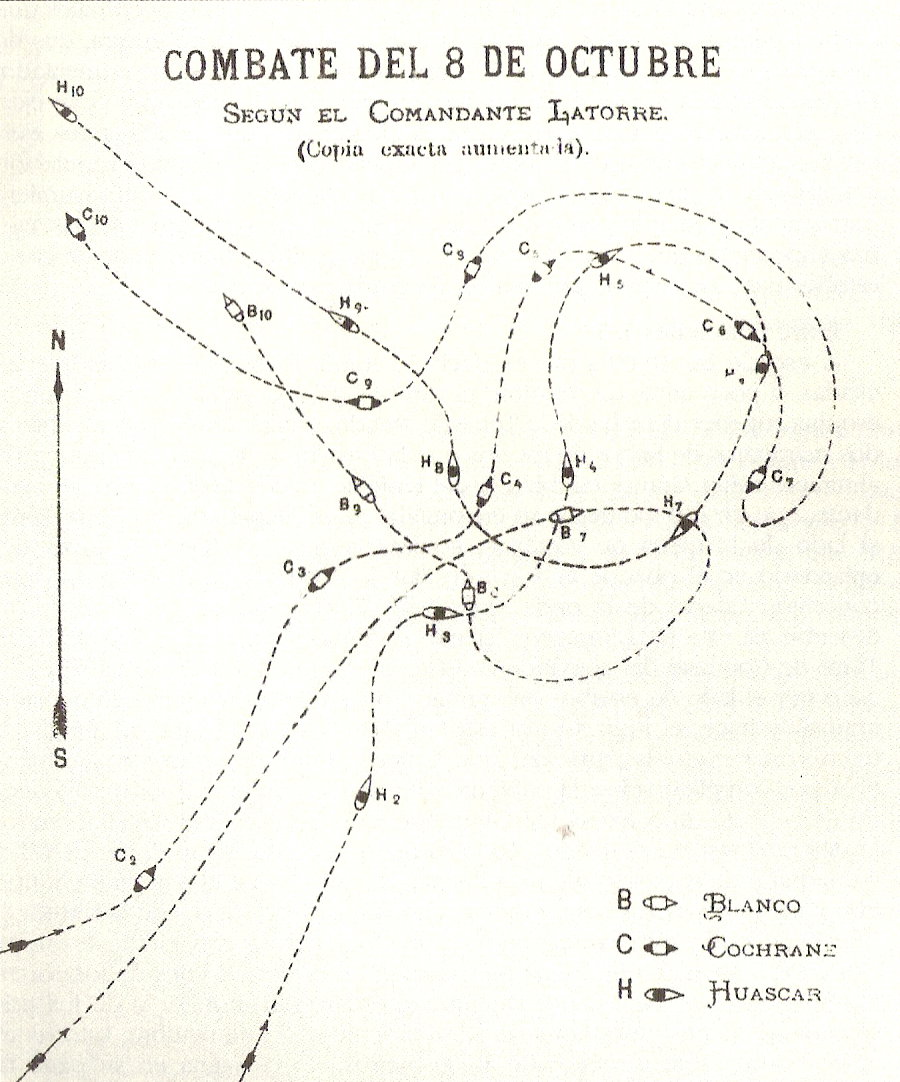
チリ海軍が作成した両軍装甲艦の航跡図。

10月7日深夜、アリカへ帰投中のペルー艦隊を率いるグラウ少将は、途中のアントファガスタを襲撃することを決意した。「ワスカル」はアントファガスタの湾内に侵入したが、特に反撃に遭遇することなく、翌10月8日の午前3時に再び「ウニオン」と合流して北上を始めた。
チリの第一戦隊はペルー艦隊を発見しており、出撃してペルー艦隊の追跡を始めた。夜明けに双方の艦隊は接触した。ペルー艦隊が南に反転して逃げようとしたので、チリ第一戦隊は速力を落してペルー艦隊が元通りの北上進路をとるように誘導し、第二戦隊の待ち伏せ海域へと向かわせた。午前7時に第二戦隊もペルー艦隊と接触し、チリ艦隊の作戦通り挟撃態勢に入った。ペルー艦隊のうち13ノットと高速の「ウニオン」は分離して脱出を図り、チリ艦隊の「オイギンス」と「ロア」が追跡したが、逃げ切られた。
単独で残ったペルー艦「ワスカル」は、午前9時25分からチリ第二戦隊の「コクレーン」と砲戦に入った。「コクレーン」は、「ワスカル」の有効射程2000mより大きく距離を保ったアウトレンジ戦法で有利に戦闘を進めた。「ワスカル」は主砲塔や舵機に次々と損害が生じ、午前10時には司令塔に被弾して艦長のグラウ少将が戦死した。操舵輪も破壊されたため一時は戦闘旗を半下して降伏の様子を見せたものの、応急修理が成ったため再び戦闘を続けた。
午前10時22分、チリ第一戦隊の「ブランコ・エンカルダ」と「コバドンガ」も、「ワスカル」に接近して砲撃を始めた。「ワスカル」の右主砲や応急操舵設備などが破壊された。「ワスカル」の次席指揮官エリアス・アギーレ少佐は「コクレーン」への衝角攻撃を指示し、「コクレーン」のラトーレ艦長も逆に衝角攻撃をかけようとしたが、いずれも失敗した。その後、「ワスカル」はアギーレ少佐も戦死し、チリ海軍によると午前10時55分に戦闘旗を下げて降伏の意思を示したという。「ワスカル」は拿捕を免れるために機関室のシーコック（船底からの取水弁）を開放して自沈を試みたが、午前11時8分にチリ艦隊から武装水兵が移乗して制圧された。

## 結果

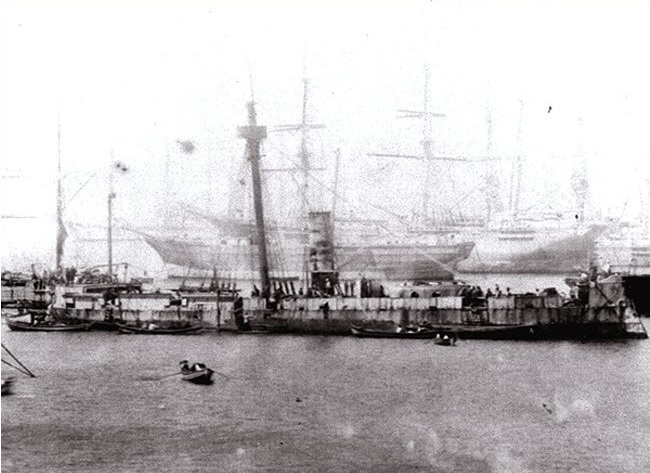
チリ艦隊によりバルパライソへ持ち帰られた「ワスカル」。

チリ海軍は戦術的に勝利したのみでなく、ペルー唯一の健在な航洋装甲艦だった「ワスカル」の拿捕に成功したことで、自国の制海権を完全なものにする戦略的にも決定的な勝利を収めた。チリのシーレーンは安全となり、陸兵を自由に海上機動できるようになった。鹵獲艦「ワスカル」はチリ海軍に編入された。
以後、ペルー海軍には積極的な洋上活動を行う能力は無くなり、モニター艦や水雷兵器による沿岸防御程度しかできなくなった。水雷攻撃で砲艦「コバドンガ」と輸送船「ロア」を沈めるなどの成果はあったものの、1879年11月18日に砲艦「ピルコマヨ」が拿捕され、1880年2月～6月のアリカの戦いでモニター艦「マンコ・カパック」が自沈、首都リマの攻防戦では海兵隊が全滅した。リマの陥落時にペルー海軍の残存艦船は全て自沈して、その戦いは終わった。
なお、アンガモスの海戦が発生した1879年10月8日は、ペルー海軍の創立（1821年10月8日）と同じ日付であった。現在では、この10月8日は「アンガモス海戦記念日（Día del Combate de Angamos）」としてペルーの国民の休日となっている。

## 注記

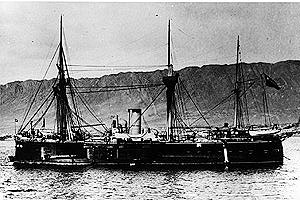
アンガモス海戦に参加したチリ装甲艦「ブランコ・エンカラダ」。「アルミランテ・コクレーン」も同型艦。

1. ↑  Bulnes, Gonzalo, Guerra del Pacífico, Tomo I, Valparaíso:Sociedad Imprenta y Litografía Universo, 1911, p.490. 負傷者のうち8人は後日死亡。英語版（en）によると戦死31人、行方不明4人、捕虜162人となっている（出典不明）。
2. ↑  Carvajal Pareja, Melitón, Historia Marítima del Perú, Tomo XI, volumen II, Lima:Instituto de Estudios Histórico Marítimos del Perú, 2006, p.551. 英語版（en）によると戦死7人となっている（出典不明）。
3. 1 2  Correrías del Monitor Huáscar - チリ海軍公式より。（2009年7月2日閲覧）
4. 1 2  La Marina de Guerra en la República Siglo XIX - ペルー海軍公式より。（2009年7月2日閲覧）
5. 1 2 3  Batalla Naval de Angamos (8 de octubre de 1879)  - チリ海軍公式より。（2009年7月2日閲覧）
6. ↑  Captura de la Cañonera "Pilcomayo" (18 de noviembre de 1879)  - チリ海軍公式より。（2009年7月2日閲覧）
7. ↑  ペルーの祝祭日 - ペルー観光公式ホームページより。（2009年6月30日閲覧）